# Tar (Hungria)
Tar é um município da Hungria, situado no condado de Nógrád. Tem 27,34 km² de área e sua população em 2015 foi estimada em 1.839 habitantes.